# Collegio plurinominale Campania 1 - 03
Il collegio elettorale plurinominale Campania 1 - 03 è stato un collegio elettorale plurinominale della Repubblica Italiana per l'elezione della Camera tra il 2017 ed il 2022.

## Territorio
Come previsto dalla legge elettorale italiana del 2017, il collegio era stato definito tramite decreto legislativo all'interno della circoscrizione Campania 1.
Il collegio comprendeva la zona definita dai quattro collegi uninominali Campania 1 - 02 (Nola), Campania 1 - 10 (Portici), Campania 1 - 11 (Torre del Greco) e Campania 1 - 12 (Castellammare di Stabia).

## Dati elettorali

### XVIII legislatura
Come previsto dalla legge elettorale, 386 deputati erano eletti in 63 collegi plurinominali con ripartizione proporzionale a livello nazionale tra le coalizioni e le singole liste che avessero superato la soglia di sbarramento stabilita.
Nel collegio venivano eletti 9 deputati.
| Liste          | Liste                                       | Proporzionale | Proporzionale | Proporzionale | Maggioritario | Maggioritario | Maggioritario |  |
| Liste          | Liste                                       | Voti          | %             | Seggi         | Voti          | %             | Seggi         |  |
| -------------- | ------------------------------------------- | ------------- | ------------- | ------------- | ------------- | ------------- | ------------- |  |
|                | Movimento 5 Stelle                          | 251 413       | 51,08         | 3             | 251 413       | 51,08         | 4             |  |
|                | Forza Italia                                | 100 031       | 20,32         | 1             | 138 362       | 28,11         | –             |  |
|                | Lega                                        | 14 508        | 2,95          | –             | 138 362       | 28,11         | –             |  |
|                | Fratelli d'Italia                           | 14 506        | 2,95          | –             | 138 362       | 28,11         | –             |  |
|                | Noi con l'Italia – UDC                      | 9 317         | 1,89          | –             | 138 362       | 28,11         | –             |  |
|                | Partito Democratico                         | 61 423        | 12,48         | 1             | 73 346        | 14,90         | –             |  |
|                | +Europa                                     | 5 679         | 1,15          | –             | 73 346        | 14,90         | –             |  |
|                | Civica Popolare                             | 3 975         | 0,81          | –             | 73 346        | 14,90         | –             |  |
|                | Italia Europa Insieme                       | 2 269         | 0,46          | –             | 73 346        | 14,90         | –             |  |
|                | Liberi e Uguali                             | 13 234        | 2,69          | –             | 13 234        | 2,69          | –             |  |
|                | Potere al Popolo!                           | 5 825         | 1,18          | –             | 5 825         | 1,18          | –             |  |
|                | Italia agli Italiani (FN - MSFT)            | 2 523         | 0,51          | –             | 2 523         | 0,51          | –             |  |
|                | CasaPound                                   | 2 316         | 0,47          | –             | 2 316         | 0,47          | –             |  |
|                | Partito Repubblicano Italiano – ALA         | 2 308         | 0,47          | –             | 2 308         | 0,47          | –             |  |
|                | Il Popolo della Famiglia                    | 2 184         | 0,44          | –             | 2 184         | 0,44          | –             |  |
|                | Per una Sinistra Rivoluzionaria (PCL - SCR) | 652           | 0,13          | –             | 652           | 0,13          | –             |  |
| Totale         | Totale                                      | 492 163       | 100           | 5             | 492 163       | 100           | 4             |  |
|                |                                             |               |               |               |               |               |               |  |
| Schede bianche | Schede bianche                              | 9 594         | 1,56          |               |               |               |               |  |
| Schede nulle   | Schede nulle                                | 14 275        | 2,32          |               |               |               |               |  |
| Votanti        | Votanti                                     | 616 478       | 71,38         |               |               |               |               |  |
| Elettori       | Elettori                                    | 863 712       |               |               |               |               |               |  |

## Eletti

### Eletti nei collegi uninominali
Eletti nel Movimento 5 Stelle
| Collegio uninominale        | Eletto | Eletto              | Partito |
| --------------------------- | ------ | ------------------- | ------- |
| 2. Nola                     |        | Silvana Nappi       | M5S     |
| 10. Portici                 |        | Gianfranco Di Sarno | M5S     |
| 11. Torre del Greco         |        | Luigi Gallo         | M5S     |
| 12. Castellammare di Stabia |        | Catello Vitiello    | M5S     |

1. ↑  In data 21.06.2022 aderisce al gruppo Insieme per il futuro.
2. ↑  Vitiello, il deputato massone espulso da M5s Vitiello, candidato nelle liste del Movimento 5 Stelle, viene espulso dal partito prima delle elezioni. Compare tuttavia sulla scheda come M5S, essendosi già chiuse le candidature. Aderisce al gruppo misto, non iscritti; in data 20.04.2018 alla componente «MAIE-Movimento Associativo Italiani all'Estero-Sogno Italia»; in data 18.02.2019 torna nei non iscritti; in data 18.04.2019 aderisce alla componente «Cambiamo!-10 Volte Meglio»; in data 17.10.2019 al gruppo Italia Viva - Italia C'è.

### Eletti nella quota proporzionale
| Movimento 5 Stelle                        | Forza Italia | Partito Democratico |
| ----------------------------------------- | ------------ | ------------------- |
|                                           |              |                     |
| Teresa Manzo Luigi Iovino Carmen Di Lauro | Paolo Russo  | Raffaele Topo       |

1. ↑  In data 21.06.2022 aderisce al gruppo Insieme per il futuro.
2. ↑  In data 01.08.2022 aderisce al gruppo misto, non iscritti.